# Leppermühle

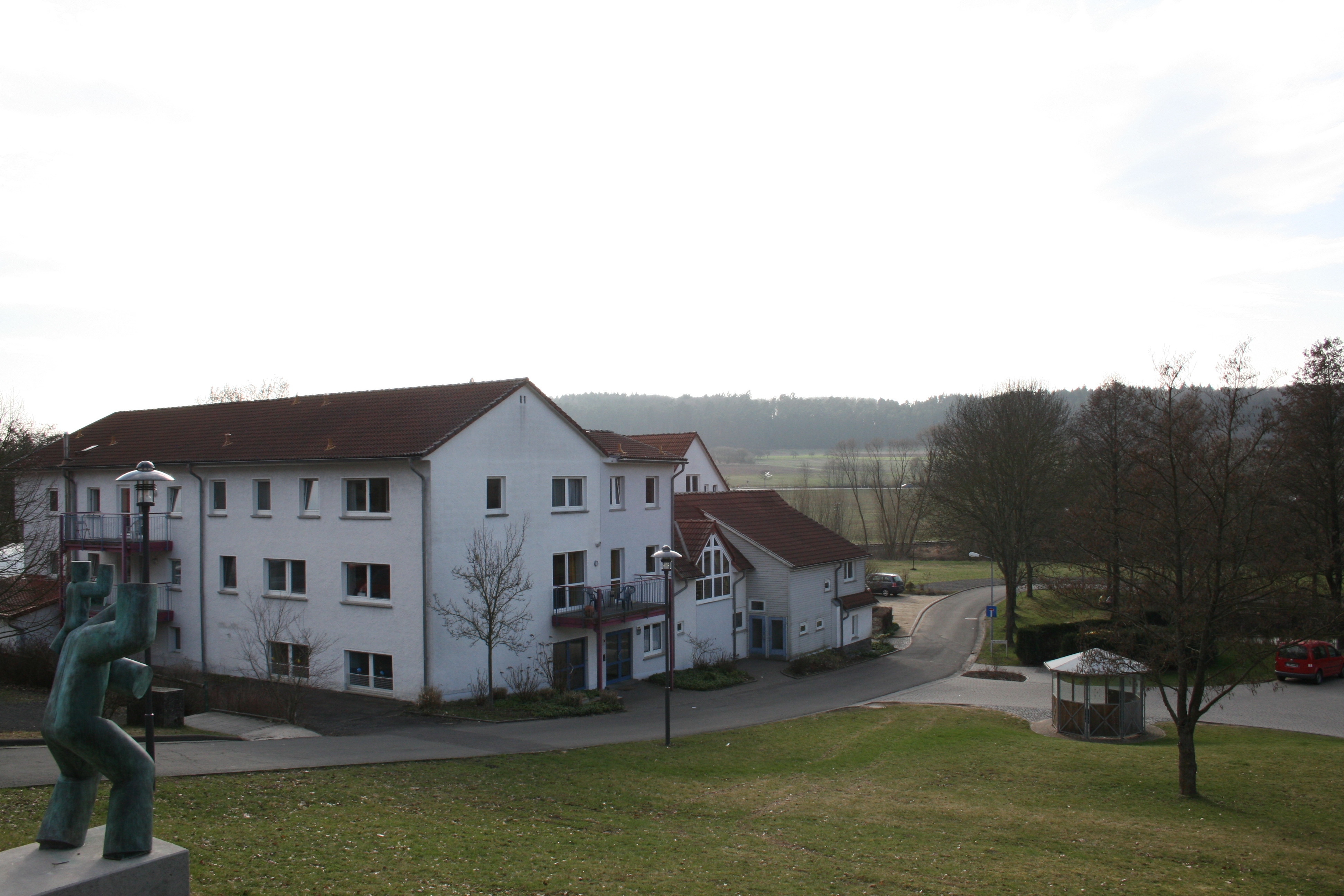
Leppermühle (Kerngelände)

Die Leppermühle ist ein psychotherapeutisches Kinder- und Jugendwohnheim im hessischen Großen-Buseck im Landkreis Gießen. Schwerpunkt der Einrichtung ist die Betreuung und Rehabilitation von Menschen mit psychischen Erkrankungen aus ganz Deutschland und teilweise aus dem deutschsprachigen Ausland. Der Träger der Einrichtung ist der Verein für Jugendhilfen Leppermühle e. V., der auch weitere Hilfeeinrichtungen im mittelhessischen Raum betreibt, die mit der Leppermühle kooperieren.

## Konzept
Die Einrichtung bietet ein breites Spektrum zur Betreuung psychisch erkrankter Menschen. Im Regelfall erfolgt die Aufnahme bei Menschen, die vorher eine akute klinische Behandlung bewältigt haben. Aufgenommen werden vorwiegend Kinder, Jugendliche und junge Erwachsene mit bestehender oder drohender seelischer Behinderung. Nach intensiver Diagnostik erfolgt die Erstellung eines individuellen Behandlungsplans. Dieser kann unter anderem folgende Bereiche umfassen:
- Besuch der trägereigenen Martin-Luther-Schule oder des internen Arbeitstrainingsbereichs,
- Soziales Lernen durch pädagogisch und therapeutisch begleitetes Wohnen in einem abgestuften Wohnkonzept,
- Therapie als Psychotherapie, Reittherapie, Ergotherapie, Sporttherapie und Motopädagogik.

In einigen Fällen können heilpädagogische Einzelfördermaßnahmen durchgeführt werden. Dazu arbeitet die Einrichtung eng mit regionalen psychiatrischen Kliniken zusammen.

## Die Einrichtung
Das Kinder- und Jugendwohnheim Leppermühle verfügt über ca. 230 vollstationäre Plätze (Intensiv- und Regelgruppen), ca. 40 Plätze im Bereich des sogenannten Trainingswohnens, 26 vollstationäre Plätze im Bereich Mutter-Kind-Betreuung und 43 Tagesgruppenplätze. Insgesamt unterhält die Einrichtung 25 Wohngruppen, davon 5 auf dem Kerngelände in Großen-Buseck, wo sich auch die Martin-Luther-Schule befindet.
Die auf dem Kerngelände befindliche Martin-Luther-Schule ist eine staatlich anerkannte Ersatzschule mit den Bildungsgängen Grund-, Haupt-, Realschule und dem Förderschwerpunkt Lernen. 50 Lehrer unterrichten dort etwa 260 Schüler in insgesamt 32 Klassen.

## Zielgruppen
Folgende Zielgruppen werden in der Leppermühle betreut:
Vollstationärer Bereich für Kinder ab dem 10. Lebensjahr
- Autismus-Spektrum-Störung
- Schizophrenie
- Schulabsentismus
- Emotionalstörung
- Angst- und Zwangsstörung

Vollstationärer Bereich für Jugendliche und junge Erwachsene:
- Schizophrenie / schizoaffektive Störung
- Autismus-Spektrum-Störung
- Angst- und Zwangsstörung
- Schulabsentismus
- affektive/bipolare Störung
- dissoziative und Konversionsstörung

Mutter-Kind-Bereich:
- alleinerziehende Mütter/Väter mit Kindern im Vorschulalter
- Schwangere mit eingeschränkten erzieherischen Ressourcen
- Vorliegen von Kindeswohlgefährdung

Tagesgruppenbereich (Kinder im Alter von 7 bis 12 Jahren) mit:
- Aufmerksamkeits-Defizit-Hyperaktivitäts-Störung
- Autismus-Spektrum-Störung
- Störung des Sozialverhaltens
- Emotionalstörung
- Entwicklungsstörung
- Schulabsentismus
- Bindungsstörung